# Гордон, Чарльз Джордж
Ча́рльз Джордж Го́рдон (англ. Charles George Gordon; 28 января 1833, Лондон, Англия, Британская империя — 26 января 1885, Хартум, Махдистский Судан) — британский генерал XIX века, известный под именем «Китайского Гордона», «Гордона Хартумского» или «Гордона-Паши». Ключевая фигура осады Хартума.

## Биография

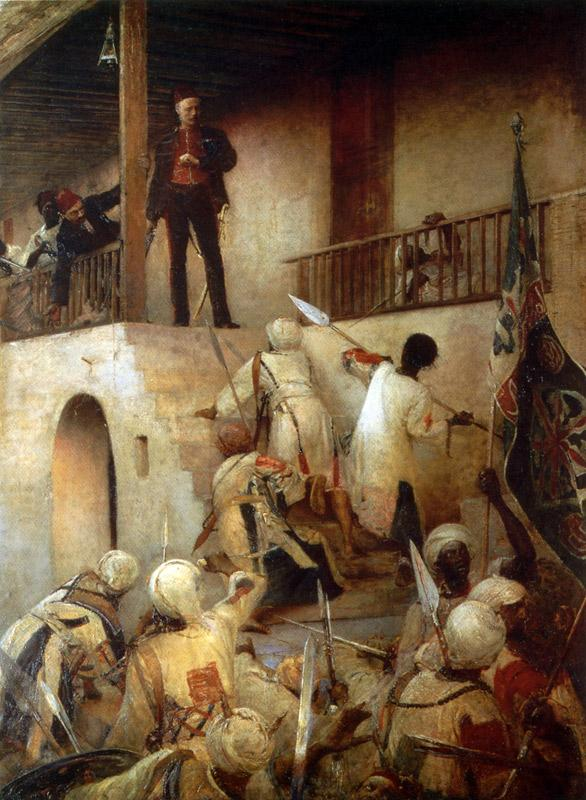
Гибель генерала Гордон в Хартуме. Художник Джордж Джой.

Участвовал в Крымской войне, был ранен при осаде Севастополя, в 1857—1858 годах и в 1860 году служил в англо-французских войнах против Китая. После мира в Тяньцзине он объехал значительную часть Китайской империи вдоль Великой стены и вернулся через Шэньси и Тайюань.
Когда тайпины осаждали Шанхай, Гордон стал в феврале 1863 года во главе «Всегда побеждающей армии»; менее чем за 18 месяцев ему удалось не только отстоять прибрежные города, которым угрожала опасность, но и перейти в наступление. Получив помощь от китайского правительства и звание главнокомандующего китайской армии, он сыграл решающую командную роль в подавлении восстания тайпинов.
С 1871—1873 годах он действовал в качестве английского консула у устьев Дуная. В его задачи входил надзор за делимитацией границы в Бессарабии.
Затем он принял поручение египетского хедива Исмаила-паши вести дальше, вплоть до экваториальных озёр, завоевание берегов Верхнего Нила, начатое Сэмюэлом Бейкером, и в феврале 1874 года выступил в Судан во главе 2000 египтян и негров. Гордон расположил свою главную квартиру в Гондокоро, воздвиг, начиная отсюда вплоть до Великих Озёр, ряд укрепленных постов и с успехом боролся против торговли рабами, что принесло ему определённую известность и уважение в регионе. Вице-король дал ему звание паши, сделал его губернатором провинции Экватория, а в 1877 году — губернатором всего Судана.

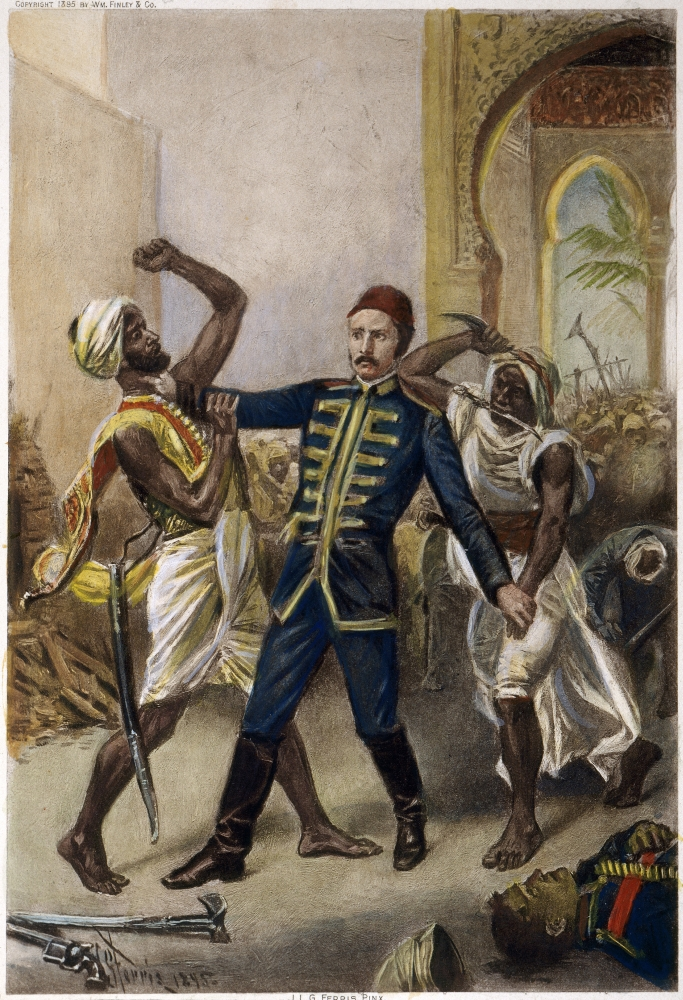
Гибель Гордона Хартумского. Художник Жан Леон Жером Феррис.

В 1879 году Гордон оставил египетскую службу и снова отправился в Китай, где его старались привлечь на службу ввиду грозившей войны с Россией; но он не принял предложенного ему поста главнокомандующего и дал китайцам совет держаться мира.
В 1880 году Чарльз Джордж Гордон был военным секретарем при генерал-губернаторе Индии маркизе Рипоне. В 1882 году командовал колониальными войсками в Капланде. Затем он жил в Палестине, занимаясь благотворительностью и распространением христианства мистического толка. Первым высказал предположение о том, что Садовая могила — это место погребения Христа.
8 января 1884 года британские власти предложили Гордону возглавить операцию по эвакуации египтян, осаждённых в Хартуме в результате Махдистского восстания в Судане. Его приезд в Хартум был принят египтянами с воодушевлением, тем не менее Гордон, оценив ситуацию на месте, понял, что миссия обречена на провал. У него оставалось всего два варианта: погибнуть с деморализованной, плохо обученной армией, или позорно сбежать. Как человек чести, Чарльз Джордж Гордон решил остаться, сел на верблюда и один поехал в лагерь Махди для переговоров.
Мухаммад Ахмад «Махди» отверг предложение о мирном уходе армии Египта из Хартума. При этом, не считая Гордона за врага, он снова оставил ему тот же выбор — уйти нетронутым или погибнуть с армией. Гордон сумел организовать оборону Хартума, но не получил вовремя подкреплений из Великобритании и от Эмин-паши. Когда английские войска наконец приблизились к Хартуму чтобы спасти Гордона, город после десятимесячной осады был уже взят (26 января 1885), а Гордон убит и обезглавлен.

## Память
Посмертно Гордон был провозглашён национальным героем и «человеком рыцарской чести» времен королевы Виктории.  В его честь поэты сочиняли оды, его подвиги изображали на картинах, в Лондоне ему был установлен памятник. Британская публика обвиняла правительство Уильяма Гладстона в неспособности спасти его от верной гибели, хотя  Гордон сам отказывался от предложений покинуть Хартум, видимо, понимая возможные трагические последствия такого решения.
В рассказе Артура Конан Дойля «Картонная коробка» есть упоминание о Гордоне: у доктора Уотсона в комнате на Бейкер-стрит портрет генерала висел в рамке на стене.
Является главным действующим лицом голливудской киноэпопеи «Хартум» (1966), где его роль сыграна Чарлтоном Хестоном, а роль Махди  — Лоренсом Оливье.